# Едіт Еванс
Е́діт Ме́рі Е́ванс (англ. Edith Mary Evans, 8 лютого 1888 — 14 жовтня 1976) — британська акторка театру та кіно, триразова номінантка премії «Оскар», володарка премій «BAFTA» і «Золотий глобус». У 1946 році удостоєна Ордену Британської імперії як Дама-Командор.

## Життєпис
Народилася в Лондоні 8 лютого 1888 року в родині державного службовця Едварда Еванса і Каролін Еллен Фостер. Освіту отримала в школі при церкві Св. Михайла в Лондоні, а потім, в 1903 році, віддана батьками навчатися на модистку.
Але подальше життя Едіт Еванс вирішила пов'язати з театром і в 1910 році дебютувала в одному з лондонських театрів у ролі Віолет в шекспірівській п'єсі «Дванадцята ніч». У подальші роки кар'єра Еванс активно розвивалася, і з часом вона стала однією з провідних британських театральних акторок. Вона грала в великій кількості постановок за п'єсами Шекспіра, Ібсена, Уічерлі, Уайлда, Шоу і Кауарда. Найбільш знаменитими її ролями стали годувальниця в «Ромео і Джульєті», а також Леді Брекнелл в п'єсі «Як важливо бути серйозним».
Її кінокар'єра почалася ще в 1915 році, але після трьох фільмів вона припинила зніматися і не з'являлася на великому екрані до 1949 року. Однією з перших її ролей, після тривалої перерви стала стара графиня Раневська в екранізації «Пікової дами» в 1949 році. У наступні роки вона знялася в таких фільмах, як «Том Джонс» (1963) і «Крейдяний сад» (1964), за ролі в яких два роки поспіль ставала номінанткою на премію «Оскар» як найкраща акторка другого плану. Найбільш відомою її кінороллю стала Меггі Росс у фільмі «Таємні інформатори» (1967), за яку вона була удостоєна премій «BAFTA» і «Золотий глобус», а також була номінована на «Оскар», за найкращу жіночу роль.
У 1925 році одружилася з Джорджем Бутом, який помер у 1935 році. 
Едіт Еванс померла 14 жовтня 1976 року у віці 88 років в Кенті.

## Вибрана фільмографія
- 1949 — Пікова дама — стара графиня Раневська
- 1952 — Як важливо бути серйозним — леді Аугуста Брекнелл
- 1959 — Озирнись у гніві — місіс Таннер
- 1959 — Історія черниці — мати Еммануел
- 1963 — Том Джонс — міс Вестерн
- 1964 — Крейдяний сад — місіс Сент Могам
- 1965 — Юний Кессіді — леді Грегорі
- 1967 — Таємні інформатори — Меггі Росс
- 1969 — Божевільна із Шайо — Джозефін
- 1970 — Скрудж — Привид
- 1973 — Ляльковий будинок — Енн Мері
- 1974 — Божевілля — тітка Луїз
- 1976 — Туфелька і троянда — овдовіла королева